# Sandby (Lolland Kommune)
 For alternative betydninger, se Sandby. (Se også artikler, som begynder med Sandby)
Sandby er en by på Lolland med 348 indbyggere  (2024), beliggende 5 km øst for Tårs, 7 km nordvest for Nakskov og 32 km vest for kommunesædet Maribo. Byen hører til Lolland Kommune og ligger i Region Sjælland. I 1970-2006 hørte byen til Ravnsborg Kommune.
Sandby hører til Sandby Sogn, og Sandby Kirke ligger i den sydøstlige ende af byen. Der er 3 herregårde i sognet: Asserstrup 2 km mod nordøst samt Frederiksdal og Stensgård tæt på Lollands vestkyst.

## Faciliteter
Sandbys gamle skole er blevet kulturhus. Sandby Selskabslokaler er et forsamlingshus med plads til 80 gæster. Byens købmandshandel er nedlagt. Byen har stadig et ældrecenter.

## Historie
I 1899 beskrives Sandby således: "Sandby, ved Landevejen, med Kirke, Præstegd., Skole, Fattiggaard (opf. 1859, Plads for 24 Lemmer), 2 Forsamlinghuse, (opf. 1888 og 1891, det første mellem Sandby og Taars) og Andelsmejeri; Harpelunde;" Målebordsbladet fra jernbanens tid viser desuden et jordemoderhus.

### Jernbanen
Sandby havde station på Nakskov-Kragenæs Jernbane (1915-67). Den fik navnet Harpelunde efter en spredt bebyggelse nord for byen, fordi navnet Sandby var optaget af Sandby Station på Odsherredsbanen. Postdistriktet blev opkaldt efter stationen, så byens postadresse er 4912 Harpelunde. Stationen havde krydsningsspor og to private varehuse langs et læssespor med stikspor og enderampe. Desuden var der i 1938-56 et ekstra læssespor til roetransporter. Stationsbygningen er bevaret på Stations Alleen 7.

### Genforeningssten
i vejtrekanten Tårsvej/Bagerstræde står en sten, der blev afsløret i eftersommeren 1920 til minde om Genforeningen i 1920.